# Carex koshewnikowii
Carex koshewnikowii är en halvgräsart som beskrevs av Dmitrij Litvinov. Carex koshewnikowii ingår i släktet starrar, och familjen halvgräs.

## Underarter
Arten delas in i följande underarter:
- C. k. chitralensis
- C. k. koshewnikowii